# Jim Gruenwald (zapaśnik)
James Matthew „Jim” Gruenwald (ur. 9 czerwca 1970) – amerykański zapaśnik w stylu klasycznym. Dwukrotny olimpijczyk. Szóste miejsce na Igrzyskach w Sydney w 2000 w wadze 58 kg, jedenaste miejsce w Atenach w 2004 w wadze 60 kg. Brązowy medalista Igrzysk Panamerykańskich z 2003 roku. Pięciokrotny medalista Mistrzostw Panamerykańskich. Zdobywca Pucharu Świata w 2002; trzeci w 2001 i czwarty w 1996 roku.